# الدين في العصر الساساني
الدين في العصر الساساني ( بالفارسية: دین در دوسارانی) يشير إلى الأحداث المتعلقة بالدين خلال الإمبراطورية الساسانية من 224 إلى 651 م.

## المانوية
ويبدو من روايات مختلفة أن الملك الساساني الثاني، شابور الأول ، كان متسامحًا مع الديانات والأفكار الأجنبية. وقد ظهر ماني في عهد شابور ووصل إلى حضرة شابور وسُمح له بنشر دينه. وكان انتشار المذهب الشيعي في الأراضي الساسانية، والذي كان له تأثير طويل الأمد، راجعًا إلى روح التسامح هذه، والتي لم تكن بلا شك لصالح كارتير 
كما دعم الملك الساساني الثالث، هرمز الأول ، ماني نزار وحماه من اضطهاد المعارضين في قصره في بابل. كما أبدى اهتمامه بكارتير، عدو ماني، بل وأعطاه القبعة والصدرية اللتين كانتا من علامات النبلاء، مما جعله من بين كبار رجال ذلك العصر

## آناهيتا
معبد أناهيتا، كانجافار، في الأصل، كان من المفترض أن يكون عام 200 قبل الميلاد هو تاريخ بناء الموقع. "في عهد البارثيين، يمكن اعتبار أي تأثير غربي ملحوظ بمثابة بقاء من العصر الهلنستي، ولهذا السبب تم تأريخ النصب التذكاري في كانجافار على أنه بارثي مبكر بينما أثبتت التحقيقات الأخيرة أنه يعود إلى أواخر العصر الساساني.
معبد أناهيتا في مدينة بيشابور، التي تقع في مدينة كازرون . تم بناء هذا البناء في القرن الثالث الميلادي بأمر من شابور الأول الملك الساساني.

## الزرادشتية

### الزورفانية
الزورفانية هي حركة دينية جبرية من الزرادشتية حيث يعتبر الإله زورفان المبدأ الأول (الإله الخالق الأزلي) الذي أنجب توأمين متساويين ولكنهما متعاكسين، أهورا مازدا وأنغرا ماينيو. تُعرف الزورفانية أيضًا باسم "الزرادشتية الزورفانية"، ويمكن مقارنتها بالمازدية.في الزورفانية، كان يُنظر إلى زورفان على أنه إله الزمان والمكان اللانهائيين، ويُعرف أيضًا باسم "الواحد" أو "الوحيد". تم تصوير زورفان على أنه إله متسامٍ ومحايد بلا عاطفة؛ إله لا يميز بين الخير والشر. اسم زورفان هو ترجمة طبيعية للكلمة، والتي تظهر في الفارسية الوسطى إما زورفان أو زروفان أو زرفان.
على عكس الزرادشتية المازدية، اعتبرت الزرفانية أهورا مزدا ليس الخالق المتعالي، بل أحد إلهين متساويين ولكنهما متعاكسان تحت سيادة زرفان. جعلت العقيدة الزرفانية المركزية أهورا مزدا وأنغرا ماينيو (أهريمان) شقيقين توأمين عاشا معًا طوال الوقت.

### اختفاء الزورفانية المفاجى
هناك سؤال محير، وهو: لماذا اختفت عبادة الزرفان، بينما لم تختف المازدية، لا يزال موضوع نقاش علمي ووقد اقترح آرثر كريستنسن ، أحد أوائل أنصار النظرية القائلة بأن الزرفانية كانت الدين الرسمي للساسانيين، أن رفض الزرفانية في عصر ما بعد الفتح كان استجابة ورد فعل للسلطة الجديدة للتوحيد الإسلامي الذي أدى إلى إصلاح متعمد للزرادشتية بهدف تأسيس عقيدة أرثوذكسية أقوى. 
والذي يدعمه هذا هي المصادر الأرمنية والسريانية التي تصور دين الساسانيين على أنه كان زورفانيًا بشكل واضح، إلا أن التعليقات المحلية اللاحقة كانت في الأساس مزديانية وباستثناء واحد فقط (دنكارد 9.30 من القرن العاشر) لا يذكر زورفاني على الإطلاق. ومن بين النصوص البهلوية المتبقية المزعومة، اثنان فقط، من Mēnōg-i Khrad و"مختارات زاتسبرام" (كلاهما من القرن التاسع) يكشفان عن ميل زورفاني. ويعتبر الأخير أحدث نص زرادشتي يقدم أي دليل على عبادة زورفاني. أما الروايات الأجنبية عن عقيدة آباء التوائم الزورفانيين فهي مدعومة بمصدر واحد فقط باللغة الفارسية، وهو كتاب "علماء الإسلام"، القرن الثالث عشر، والذي على الرغم من العنوان، من الواضح أنه من تأليف زرادشتي
ويرى روبرت تشارلز زاينر أن رجال الدين الزورفانيين كانوا يتبنون عقيدة صارمة لا يستطيع إلا القليلون أن يتسامحوا معها. فضلاً عن ذلك فقد فسروا رسالة النبي على نحو ثنائي إلى الحد الذي جعل إلههم يبدو وكأنه أقل قدرة وحكمة. وبقدر ما قد يبدو هذا الأمر معقولاً من وجهة نظر فكرية بحتة، فإن هذه الثنائية المطلقة لم تكن تتمتع بجاذبية التوحيد الحقيقي ولا بأي عنصر صوفي يغذي حياتها الداخلية
وهناك تفسير محتمل آخر طرحته ماري بويس ، وهو أن المازدية والزورفانية كانتا منقسمتين إقليميًا، أي أن المازدية كانت الاتجاه السائد في المناطق الواقعة إلى الشمال والشرق، وباكتريا، ومارجيانا، وغيرها من المقاطعات الأقرب إلى موطن زرادشت، بينما كانت الزرفانية بارزة في المناطق الواقعة إلى الجنوب والغرب، والأقرب إلى التأثير البابلي واليوناني، وهذا مدعوم بأدلة مانيخية تشير إلى أن الزرادشتية المازدية في القرن الثالث كان لها معقلها في بارثيا، إلى الشمال الشرقي. بعد سقوط الإمبراطورية الفارسية، تم استيعاب الجنوب والغرب بسرعة نسبية تحت راية الإسلام، بينما ظل الشمال والشرق مستقلين لبعض الوقت قبل استيعاب هذه المناطق أيضًا، وهذا يمكن أن يفسر أيضًا لماذا تكشف الملاحظات الأرمنية السريانية عن زرادشتية زرفانية مميزة، وعلى العكس من ذلك، يمكن أن يفسر التأثير اليوناني والبابلي القوي على الزرفانية.

### زرادشت خوراجن

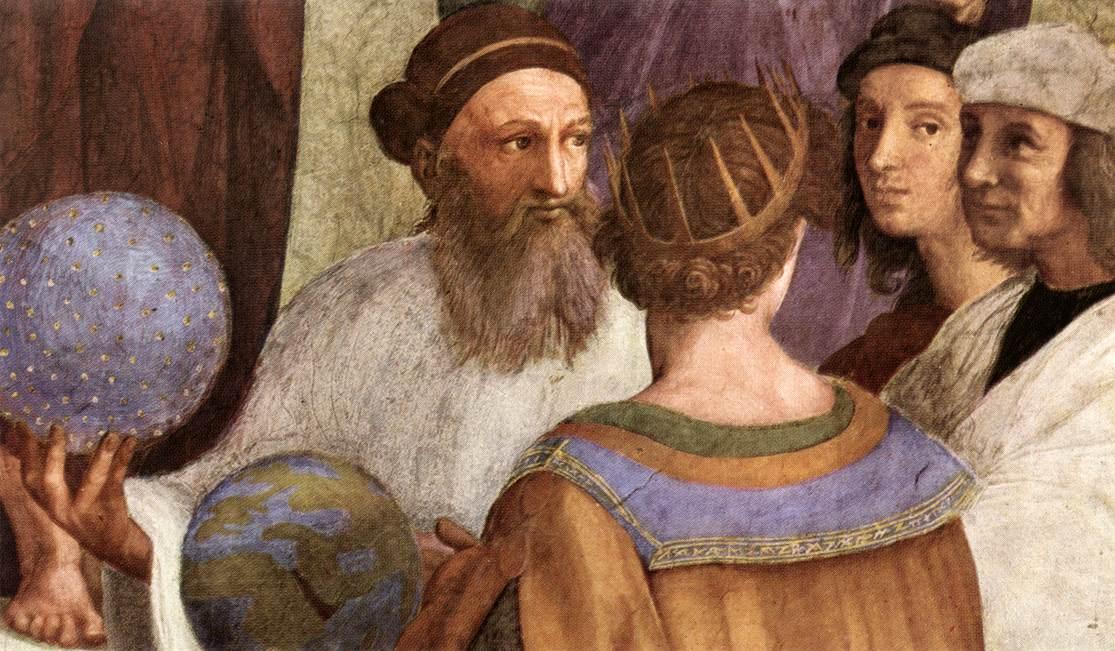
رسمة لزرادشت خوراجن

في العصر الساساني أسس زرادشت خوراغن فرقة جديدة سميت دار الدين أو الزرادشتية على اسمه. وتعرف على الكتب الفلسفية اليونانية، بما في ذلك جمهورية أفلاطون، وتأثر بيوتوبيا أفلاطون. وقد انتقلت أفكار خوراغن الزرادشتية، التي كانت اقتصادية واجتماعية في الغالب، إلى المجتمع الفارسي من خلال تلميذه مزدك. ويروي ملالاس أنه في عهد دقلديانوس، قبل مائتي عام، ظهر في روما رجل ماني يدعى بوندوس من مازداك، بأفكار جديدة ومعارض للدين الماني الرسمي. ومن أقوال بوديس: "حارب إله الخير إله الشر وهزمه، لذا فمن الضروري هنا عبادة الله". كان زرادشت خورخان في الواقع منظّرًا ومؤسسًا لتقليد يهدف إلى العودة إلى الأصالة والتوحيد، وهو النبي العظيم لإيران القديمة، وشجع ملوك الساسانيين على اتباع هذا التقليد، لأنه في تلك الأيام عندما كان للمبدأين تفسيرات وتفسيرات مختلفة للدين الزرادشتي، كان الناس مضطربين ومرتبكين

#### المزدكية

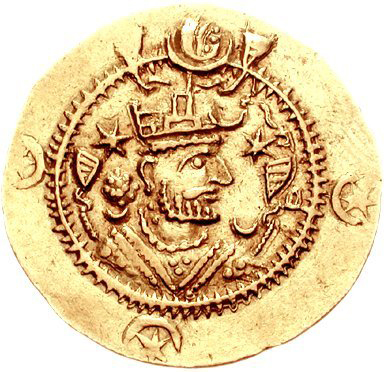
عملة ذهبية لكافاد الأول، ربما تم سكها في سوسة، في عام 529 أو 530

ولد مزدك بن موبذان في بلاد فارس واختلف في عام ولادته فقيل 467 وقيل 487 م. وقادَ حَركةً اشتراكيّة مناهضة للزَّرادشتية السائدة في عهده، وراح يناقش قضية الظلمة والنور حيث يرى أن امتزاجهما هو الذي تمخض عنه نشأة الدنيا صدفة وأسّس دينه التي دعت إلى المشاركة في الأموال والنساء.كان مزدَك الشخص الرئيسيّ في مجال التدريس الديني والفلسفي للديانة المزدكية، والتي تم اعتبارها على أنها نسخة مطوّرة ومنقّحة من الزرادشتية، على الرّغم من أنّه قد تم اعتبار أن تعاليم مزدَك مشتقّة من التعاليم المانوية أيضاً. وانتشر مذهبه انتشاراً واسعاً في فارس في أواخر القرن الخامس للميلاد وبخاصة بعد أن اعتنقها ملك الفرس قُباذ الأول. لكن الكهان الزرادشتيين والنبلاء الفرس ما لبثوا أن ثاروا عليها، فما كان من قُباذ إلاّ أن ارتدّ عنها، وقتل مَزْدَك وأتباعه.

### أرمينيا الفارسية

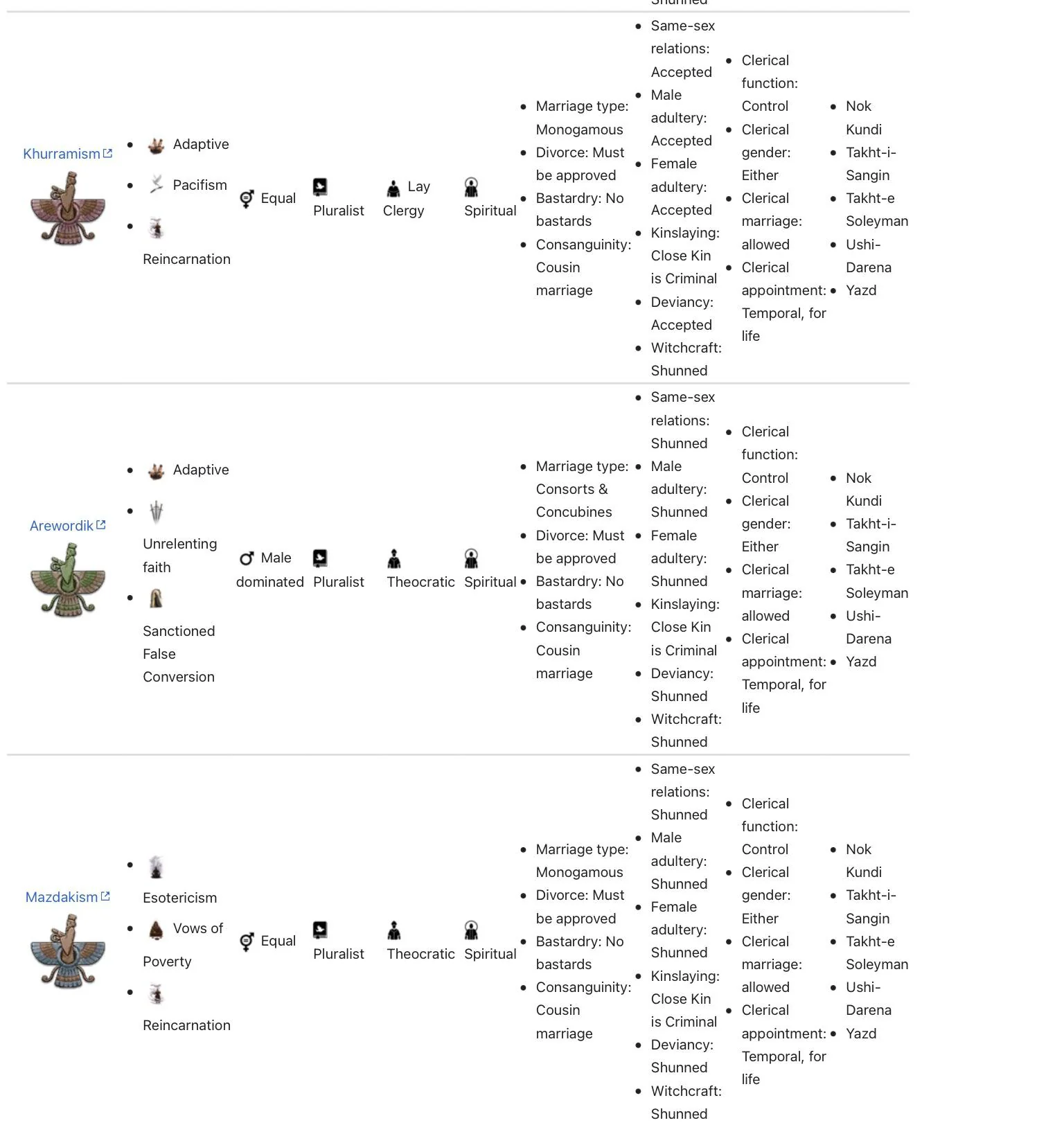
صورة لبعض الطوائف الزرادشتية، الخُرامية في إيران، الأروردية في أرمينيا، المزدكية في إيران

كان آرامازد هو الإله الرئيسي والخالق في النسخة الأرمنية من الزرادشتيةكان يُنظر إلى آرامازد باعتباره إلهًا كريمًا للخصوبة والمطر والوفرة، فضلاً عن كونه والد الآلهة الأخرى، بما في ذلك أناهيت وميهر وناني. ومثل أهورا مازدا، كان يُنظر إلى آرامازد باعتباره والد الآلهة الأخرى، ونادرًا ما كان له زوجة، رغم أنه كان في بعض الأحيان زوجًا لأناهيت أو سبانداراميت. كان آرامازد هو الشكل البارثي لأهورا مازدا

كانت الزرادشتية الأرمنية سرية للغاية وتحتوي في داخلها على ظل الآلهة الأرمنية، الذين تولوا في الزرادشتية دور اليازاتاس، زرادشتي تحدث عن خصائص الزرادشتية في أرمينيا، ويوجد خطاب من كهان زرادشتي يقول فيه:
نحن لا نعبد سنوات الأرض مثلكم، الشمس والقمر، الرياح والنار.

## انظر ايضا
- الدين في العصر الأخميني
- الدين في العصر البارثي